# فرگشت لمورها

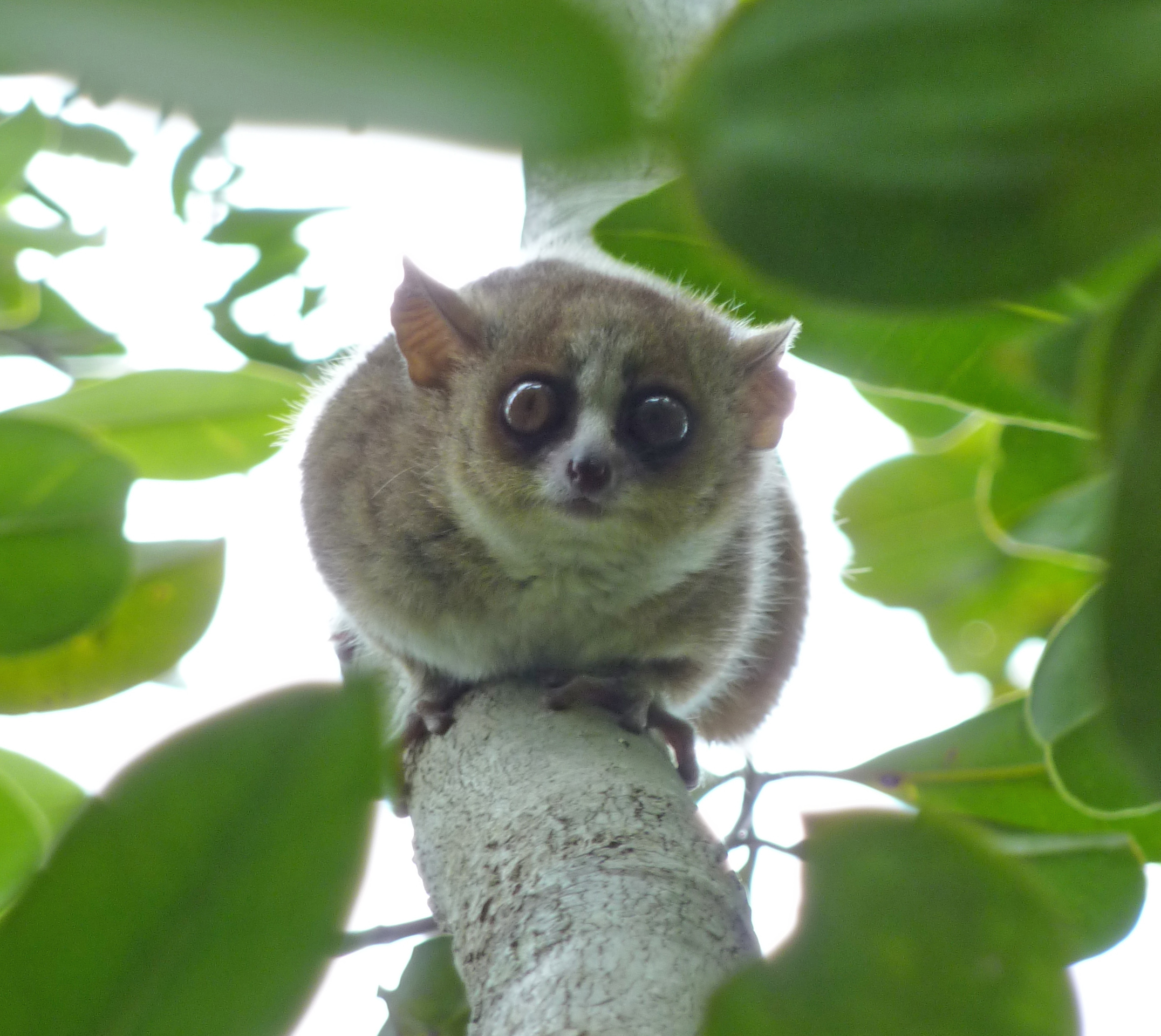
لمورهای موشی، کوچک‌ترین نخستی‌های جهان، به همراه سایر لمورها در جزیره ماداگاسکار به صورت منزوی تکامل یافتند.

لمورها، که از زیرردهٔ خیس‌بینیان هستند و کمتر از ۶۳ میلیون سال پیش از سایر نخستی‌ها جدا شده‌اند، بیش از ۴۰ میلیون سال است که در جزیره ماداگاسکار تکامل یافته‌اند. آن‌ها برخی ویژگی‌ها را با ابتدایی‌ترین نخستی‌سانان به اشتراک دارند و به همین دلیل اغلب به اشتباه به عنوان اجداد میمون‌ها، شامپانزه‌ها و انسان‌های امروزی شناخته می‌شوند؛ در حالی که در واقع تنها شباهت ظاهری به پریمات‌های نخستین دارند و اجداد مستقیم آن‌ها نیستند.
لمورها احتمالاً در دوران ائوسن یا حتی زودتر تکامل یافته‌اند و نزدیک‌ترین جد مشترک خود را با چشم‌گرد، پوتوها و شب‌دوست به اشتراک دارند. فسیل‌هایی که در آفریقا یافت شده‌اند و برخی آزمایش‌های مربوط به DNA هسته‌ای نشان می‌دهند که لمورها بین ۴۰ تا ۵۲ میلیون سال پیش به ماداگاسکار رسیده‌اند. با این حال، مقایسه‌های دیگر از توالی‌های دی‌ان‌ای هسته‌ای بازه زمانی متفاوتی بین ۶۲ تا ۶۵ میلیون سال پیش را پیشنهاد می‌کنند. گمان می‌رود که جمعیتی از لمورهای اجدادی به‌طور غیرعمدی بر روی توده‌ای از گیاهان شناور به جزیره ماداگاسکار راه یافته‌اند؛ هرچند فرضیه‌های دیگری مانند وجود پل خشکی یا پراکنش اقیانوسی نیز مطرح شده است. زمان‌بندی و تعداد دفعات فرضی مهاجرت لمورها به ماداگاسکار معمولاً بر اساس وابستگی‌های تبارزایی آیه‌آیه (aye-aye)، که ابتدایی‌ترین عضو گروه لمورها به‌شمار می‌رود، تعیین می‌شود.
لمورها که مسیر تکاملی مستقل خود را در جزیره ماداگاسکار طی کرده‌اند، به گونه‌ای چشمگیر تنوع یافته‌اند تا کنام زیستی (نیچ‌های) گوناگونی را پر کنند؛ جایگاه‌هایی که در دیگر نقاط جهان معمولاً توسط انواع دیگر پستانداران اشغال می‌شود. این گروه شامل کوچک‌ترین پریمات‌های جهان می‌شود و در گذشته، برخی از بزرگ‌ترین آن‌ها نیز در میان لمورها یافت می‌شده‌اند. با ورود انسان‌ها به ماداگاسکار، که حدود ۲٬۰۰۰ سال پیش رخ داده است، قلمرو زیستی لمورها به شدت کاهش یافته است. امروزه آن‌ها تنها در حدود ۱۰٪ از سطح جزیره – معادل تقریباً ۶۰٬۰۰۰ کیلومتر مربع (۲۳٬۰۰۰ مایل مربع) – پراکنده‌اند و بسیاری از گونه‌های آن‌ها در معرض خطر انقراض قرار دارند.

## تاریخ تکاملی
لمورها نخستی‌سانانی هستند که به زیرردهٔ خیس‌بینیان تعلق دارند. همانند سایر خیس‌بینیان همچون چشم‌گرد، پوتوها و شب‌دوست، لمورها نیز برخی ویژگی‌های تبارشاخه‌شناسی نخستی اولیه را حفظ کرده‌اند. از این‌رو، در نگاه عمومی اغلب با پریمات‌های اجدادی اشتباه گرفته می‌شوند؛ اما در واقع، لمورها نیای میمون‌ها و کپی‌ها (نخستی‌های پیشرفته‌تر) نیستند، بلکه مسیر تکاملی مستقل خود را در جزیره ماداگاسکار طی کرده‌اند و به‌طور جداگانه تکامل یافته‌اند.

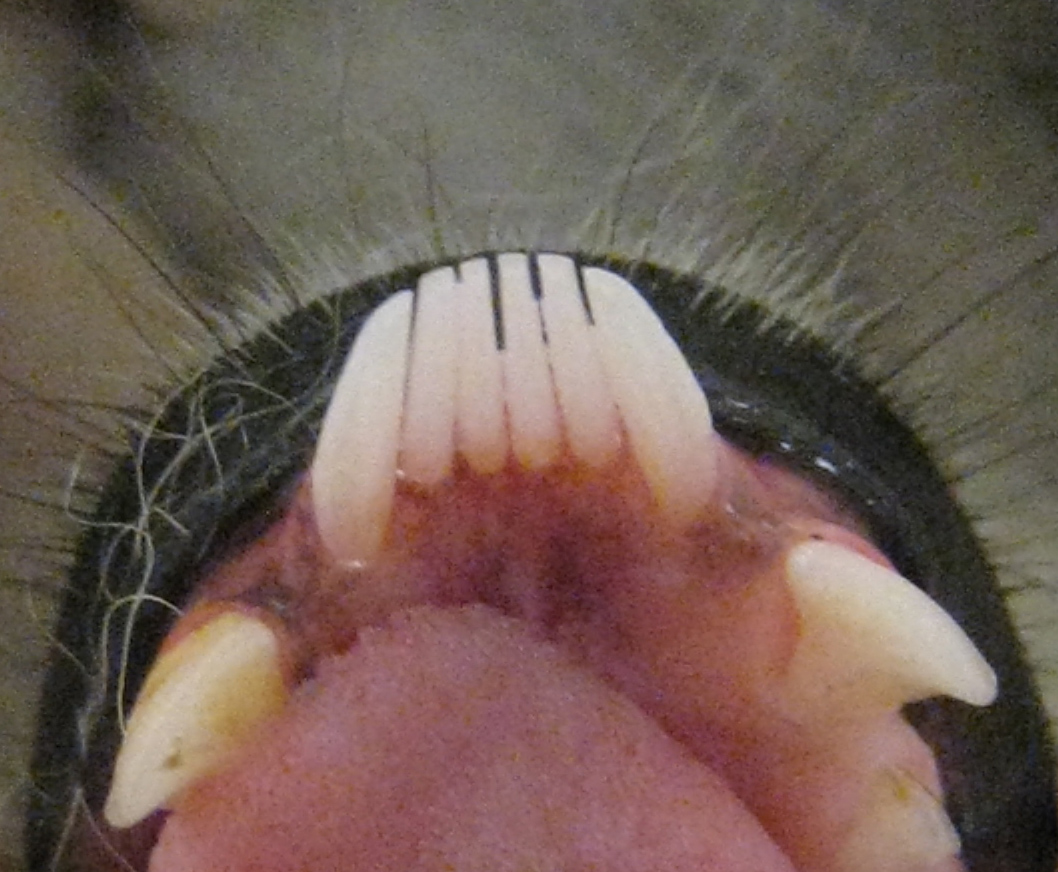
شواهد فسیلی برای تکامل شانه دندان، صفتی که لمورها با نزدیک‌ترین خویشاوندانشان، لوریزوئیدها، به اشتراک می‌گذارند، بینشی در مورد تاریخچه تکاملی استرپسیرین‌ها و استعمار لمورها در ماداگاسکار ارائه می‌دهد.

نخستی‌سانان برای اولین بار در زمانی بین دوره‌های کرتاسه میانی و پالئوسن اولیه، یا در ابرقاره لوراسیا یا در آفریقا تکامل یافتند.  طبق مطالعات ساعت مولکولی، آخرین جد مشترک همه نخستی‌سانان به حدود ۷۹٫۶ سال پیش برمی‌گردد. میلیون سال پیش،  اگرچه قدیمی‌ترین فسیل‌های شناخته‌شدهٔ نخستی‌سانان تنها ۵۴–۵۵ سال قدمت دارند میلیون سال قدمت دارد.  نزدیکترین خویشاوندان نخستی‌سانان، پلسیاداپفورم‌های منقرض‌شده، کولوگوهای امروزی (که معمولاً و به اشتباه «لمورهای پرنده» نامیده می‌شوند) و حشره‌خوارهای درختی هستند.  برخی از اولین نخستی‌سانان واقعی شناخته شده توسط گروه‌های فسیلی Omomyidae , Eosimiidae و Adapiformes نشان داده شده‌اند. 
به‌طور سنتی تصور می‌شد که لمورها در طول ائوسن (۵۵ تا ۳۷) تکامل یافته‌اند. میلیون سال پیش) بر اساس شواهد فسیلی،   اگرچه آزمایش‌های مولکولی پالئوسن (۶۶ تا ۵۶) را نشان می‌دهند. (میلادی) یا بعد از آن.  تا همین اواخر، تصور می‌شد که آنها به دلیل چندین ویژگی مشترک پس‌جمجمه‌ای،  و همچنین پوزه‌های بلند و مغزهای کوچک، مستقیماً از گروه متنوع آداپی‌فرم‌ها منشأ گرفته‌اند. اگرچه آداپفورم‌ها نیز دارای تاول‌های شنوایی شبیه لمور بودند، که از ویژگی‌های پیش‌میمون‌ها است،  مغزهای کوچک‌تر و پوزه‌های بلندتری نسبت به لمورها داشتند.  همچنین چندین تفاوت مورفولوژیکی دیگر نیز وجود دارد. قابل توجه‌ترین نکته این است که آداپیفرم‌ها فاقد یک ویژگی کلیدی مشتق‌شده، یعنی شانه دندان و احتمالاً چنگال توالت هستند که نه تنها در استرپسیرین‌های موجود (زنده) بلکه در تارسیرها نیز یافت می‌شود. برخلاف لمورها، آداپیفورم‌ها سمفیز فک پایین جوش‌خورده (ویژگی میمون‌ها) را نشان می‌دادند و همچنین به جای سه یا دو دندان آسیای کوچک، چهار دندان آسیای کوچک داشتند. 